# Добротворский, Евгений Георгиевич

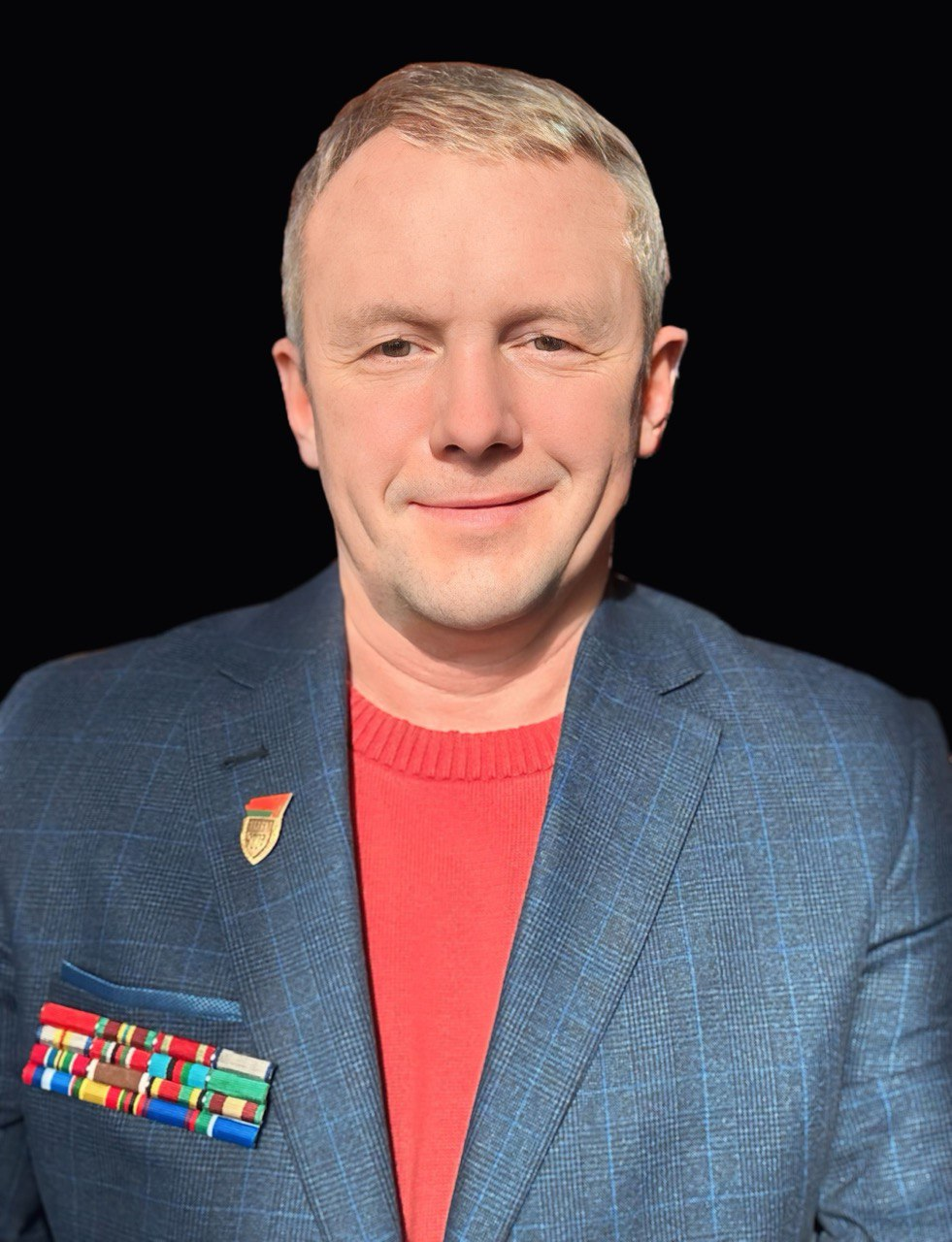
Е. Г. Добротворский 2025

Котельников Евгений Александрович до 2010 года.https://minsknews.by/v-rime-ego-prinyali-za-terrorista-sobrali-interesnye-fakty-o-minskom-trenere-muaj-taj-evgenii-dobrotvorskomДобротворский Евгений Георгиевич (13 мая 1965, Саратов) — Заслуженный тренер Республики Беларусь (1995), профессиональный матчмекер, промоутер, организатор и соорганизатор профессиональных спортивных форумов мирового уровня.
В совершенстве владеет методикой подготовки высококвалифицированных спортсменов по кикбоксингу, таиландскому боксу. Владеет английским языком.

## Биография
Родился 13 мая 1965 года в городе Саратов РСФСР в семье учёных.
Мать Мешкова Мария Дмитриевна родилась в г. Саратов — ученый физик.
Отец Добротворский Георгий Николаевич родился в г. Минске. Во время войны, когда его отец ушёл добровольцем на фронт был эвакуирован с мамой в г. Казань. Позже работал заведующим кафедрой химии Казанского авиационного института.
В 1976 году переехал в Минск с матерью, которая вышла замуж за Котельникова Александра Александровича старшего научного сотрудника сектора геронтологии Белорусской Академии наук.
Евгений с детства занимался различными видами спорта: плавание, прыжки в воду, акробатика и бокс.
В 1982 году закончил республиканскую школу-интернат спортивного профиля (РШВСМ) в городе Минске по специализации бокс, поступил в Белорусский государственный институт физической культуры (БГоИФК 1982) на кафедру бокса и фехтования.
В 1985 и 1986 годах в летний сезон работал вожатым в П/Л "Артек".
В 1986 году закончил Белорусский государственный университет физической культуры (БГоИФК 1986) с красным дипломом и поступил в аспирантуру при Белорусском государственном институте физической культуры.
Осенью 1986 года ушёл в армию. После учебки в воздушно-десантной дивизии в Гайжюнае, отправился на Афганскую войну. Служил в разведывательной роте 345 отдельного гвардейского парашютно — десантного полка. Имеет правительственные награды (медаль за отвагу и др.) Уволился в мае 1988 года в звании гвардии старшина.https://www.sb.by/articles/belorusy-ne-trusy.html
После возвращения домой, стал работать преподавателем кафедры бокса и фехтования и заочно учиться в аспирантуре. В 1988 году увлёкся кикбоксингом новым видом спорта, только появившимся тогда в Советском Союзе, и практически сразу увлёк им большую часть своих студентов боксёров. В январе 1989 года участвовал в организации и судействе первого Всесоюзного турнира по кикбоксингу в городе Минске. При создании Всесоюзного Совета кикбоксинга, а позже Всесоюзной федерации кикбоксинга был избран сопредседателем Всесоюзной коллегии судей по кикбоксингу. Параллельно работал тренером по кикбоксингу. Первые его ученицы Анженко Татьяна и Наталья Бордиян стали первыми чемпионками Советского Союза, Европы и мира по кикбоксингу в разделе сольные композиции.
В январе 1992 года создал один из первых белорусских клубов кикбоксинга "Кик Файтер. В июле 1992 года зарегистрировал Белорусскую федерацию кикбоксинга. Был избран её первым президентом. В 1995 году федерация была перерегистрирована, как Белорусская федерация кикбоксинга и таиландского бокса. Возглавлял её до 2003 года. С 1998 по 2005 выполнял обязанности главного тренера национальной сборной Республики Беларусь по кикбоксингу и таиландскому боксу.
В 1998 году сборная Беларуси впервые выиграла в командном зачете чемпионат Европы по кикбоксингу в г. Киеве (Украина), и по таиландскому боксу в г. Калафел (Испания).
В 1999 году под руководством Е. Г. Добротворского белорусы впервые выиграли в командном зачете чемпионат мира по кикбоксингу в городе Каорле (Италия) и в 2005 году по таиландскому боксу в г. Бангкок (Королевство Таиланд)
За тренерскую карьеру подготовил 25 чемпионов мира по кикбоксингу и таиландскому боксу.
Среди них заслуженный мастер спорта , 25 кратный чемпион мира Кулебин, Андрей Николаевич
Первым в СССР в 1992 году получил Международную судейскую категорию по кикбоксингу.
В 1998 году его ученики установили своеобразный рекорд, завоевав 8 золотых медалей из 8 на Всемирных юношеских играх в Москве под патронажем МОК.
В 1999 году его ученики завоевали 7 золотых медалей на чемпионате мира WAKO
В 2000 году был избран председателем технической комиссии WAKO (Всемирной Ассоциации кикбоксерских организаций).
В 2004 году был назначен Европейским директором профессиональной федерации WKN (World Kickboxing Network).
В 2005 был избран членом президиума WMF (World Muay thai Federation).

## Организованные турниры
Организовал несколько топовых международных турниров интерконтинентального и мирового уровня
- 2000 год Матч Беларусь — США в Минске с поединком за титул Чемпиона мира среди профессионалов (командная победа спортсменов Республики Беларусь со счётом 4:0)
- 2000 год Матч Беларусь — Таиланд в Минске (командная победа спортсменов Республики Беларусь со счётом 5:1)
- 2000 год Матч Беларусь и Россия — Таиланд в Новосибирске с поединком за титул Чемпиона мира среди профессионалов (счёт 3:3)
- 2001 год Матч Беларусь — Европа в Минске с поединком за титул Чемпиона мира среди профессионалов (командная победа спортсменов Республики Беларусь со счётом 6:1)
- 2004 год Матч Беларусь — США в Минске с 2 поединками за титул Чемпиона мира среди профессионалов (командная победа спортсменов Республики Беларусь со счётом 4:0)
- 2005 год Матч Беларусь — Европа в Минске с 3 поединками за титул Чемпиона мира среди профессионалов (командная победа спортсменов Республики Беларусь со счётом 5:1) Турнир открывал Президент Республики Беларусь А. Г. Лукашенко. Прямая трансляция телеканалом Евроспорт.
- 2007 год г. Кострома матч Единая Русь — Сборная Европы (командная победа спортсменов содружественного государства 5:0)
- 2007 год Матч Беларусь- Таиланд в Минске с поединком за титул Чемпиона мира среди профессионалов (командная победа спортсменов Республики Беларусь со счётом 2:1)
- 2009 год Первый world grand prix с лучшими бойцами всех континентов «Большая 8ка» Минск (Дворец спорта), турнир полностью транслировался в prime time на телеканале Eurosport
- 2010 год второй world grand prix с лучшими бойцами всех континентов «Большая 8ка»

Минск-арена, в prime time на телеканале Eurosport в авторской программе С.Пагаля «Fight Club» была показана 2,5 часовая передача о турнире, городе Минске. Озвучивал русскую версию программы Станислав Голованов.
- 2010 год в городе Москва первый в мире бой за титул чемпиона мира по древним тайским правилам в верёвках на руках
- 2011 год третий world grand prix с лучшими бойцами всех континентов «Большая 8ка» Минск-арена
- 2014 Первый турнир серии Top King г. Минск
- 2014 Третий турнир серии Kunlun Fight г. Минск

## Воспитанники
Чемпионы мира подготовленные Е. Г. Добротворским, количество медалей и титулов:
- 1. Анженко Татьяна — 1
- 2. Машаро Дарья — 3
- 3. Валентинова Ольга — 2
- 4. Бусыгина Мария — 2
- 5. Домбровская Вероника — 13
- 6. Пекарчик Алексей — 5
- 7. Пекарчик Павел — 1
- 8. Пекарчик Мария — 1
- 9. Шакута Дмитрий — 14
- 10. Ревтович Павел — 1
- 11. Александров Владислав — 1
- 12. Шиш Василий — 5
- 13. Кулебин Андрей — 25
- 14. Коцур Андрей — 4
- 15. Валент Дмитрий — 18
- 16. Герасимчук Андрей — 6
- 17. Гвоздев Евгений — 2
- 18. Корень Дмитрий — 2
- 19. Вандарьева Екатерина — 3
- 20. Ивашкевич Алла — 2
- 21. Изотова Екатерина — 2
- 22. Белуш Мария — 2
- 23. Варакса Денис- 3
- 24. Заяц Андрей — 2
- 25. Калинина Марина — 2

## Личная жизнь
Женат на Добротворской Ирине, имеет 4 детей.